# سلالة أوتونية
سلالة أوتونية (ألمانية:Ottonen)؛ هي سلالة ألمانية ساكسونية حكم أفرادها ألمانيا بين عامي 919 حتى 1204، سميت بذلك نسبةً ثلاثة أفرادها الذين أصبحوا أباطرة الرومان المقدسة والذين سموا بـ «أوتو»، وأيضا عرفت بالسلالة الساكسونية بحيث تعود أصولها إلى دوقية ساكسونيا الألمانية، وأيضا تعرف في بعض الأحيان بـ ليودولفينية (Liudolfinger) بحيث استمد اسمها هذا من أقرب سليل معروف الكونت ليودولف (متوفي.886)، كانت واحدة من أبرز الأسر التي خلفت الملك كونراد الأول الحاكم الوحيد الذي حكم مملكة الفرنجة الشرقية بعد سلالة الكارولنجية.

## الأصول
في القرن التاسع حصل الكونت ليودولف على أراضي واسعة على ضفاف نهر لاينه غربي جبال هارز، وعلى أراضي إيشفيلد المجاورة لـ تورينغيا، ربما أسلافه كانوا وزراء في دوقية ساكسونيا التي أُدرجت إلى الإمبراطورية الكارولنجية بعد حروب ساكسونية وشارلمان؛ تزوج ليودولف من أدا من سلالة بيلونغ حوالي.852 وأنجبت له سبعة أبناء بينهم خلفائه برونو وأوتو المشهور الذي ارتقى من الكونت إلى الدوق مع زواج ابنته ليوتغارد من لودفيغ الأصغر ابن الملك لودفيغ الألماني في 869، استطاع أوتو المشهور توسيع أراضي العائلة، تزوج من هيدويغا ابنة الدوق بابنبيرغ هنري الفرنكوني، وأيضا رافق أوتو الملك أرنولف في حملته على إيطاليا في 894، وأيضا زواجه ابنته أدا من زونتيبولد ابن غير الشرعي لأرنولف، وبذلك أصبحت أسرة ساكسونيا إحدى الأسر الموالية لسلالة الكارولنجية، وكانوا إحدى المرشحين لحكم الفرنجة الشرقية بعد وفاة لودفيغ الطفل في 911، ولكنها مُرت إلى دوق فرنكونيا كونراد الأول.
بعد وفاة أوتو في 912 خلفه ابنه هاينريش الصياد أصبح متزوجاً من ماتيلدا من رينغلهايم سليلة أحد حكام ساكسونيا الأسطوريين فيدوكيند وأيضا هي وريثة ممتلكات الممتدة في وستفاليا.

## الملوك الأوتونيون والأباطرة
حكام أوتونيون لـ الفرنجة الشرقية ومملكة ألمانيا والإمبراطورية الرومانية المقدسة، كانوا:
- هاينريش الصياد (هاينريش الأول)؛ دوق ساكسونيا منذ 912؛ وملك الفرنجة الشرقية منذ 919 حتى 936.
- أوتو الأول؛ العظيم، دوق ساكسونيا وملك الفرنجة الشرقية منذ 936، وملك إيطاليا منذ 951 وإمبراطور روماني مقدس منذ 962 حتى 973.
- أوتو الثاني؛ حاكم مشترك منذ 961 والإمبراطور المشترك منذ 967؛ثم الحاكم الوحيد منذ 973 حتى 983.
- أوتو الثالث؛ ملك الرومان منذ 983، وإمبراطور الروماني المقدس منذ 996 حتى 1002.
- هاينريش الثاني؛ القديس، دوق بافاريا منذ 995 (كـ هاينريش الرابع)، ملك الرومان منذ 1002، وملك إيطاليا منذ 1004، وإمبراطور روماني مقدس منذ 1014 حتى 1024.

### هاينريش الأول
على الرغم من أنه لم يصبح الإمبراطور، إلا أنه يمكن القول بأنه مؤسس السلالة الإمبراطورية، بعد أن دمرت غزوات المجريين البلاد خلال حكم أواخر ملوك الكارولنجيون ، إلا أن مع انتقل قاعدة أول النظراء بين الدوقات الألمانية الأصلية، انتخب هاينريش كـ ملك الفرنجة في مايو 919 مع ذلك كان عليه تنازل عن مطالبة عن كامل الإمبراطورية الكارولنجية المتفرقة، خلفاً لسلفه كونراد الأول، بحيث استطاع الحصول على دعم دوقات فرنكونيا وبافاريا وشوابيا ولوثارينجيا، في 933 استطاع قيادة الجيش الألماني في انتصار على القوات المجرية في معركة ريد في حملة كانت على أرض سلاف بولابيون ودوقية بوهيميا، لأنه قد استطاع استيعاب كثير من السلطة من خلال غزوه، كان قادراً على نقل السلطة إلى ابنها الثاني أوتو الأول.

### أوتو الأول
أوتو الأول، أصبح دوق ساكونيا مع وفاة والده (كـ أوتو الثاني)، وبعد أسابيع قليلة انتخب كـ ملك، واصل في توحيد جميع قبائل الجرمانية في مملكة واحدة، وسع أيضا صلاحيات الملك على حساب الأرستقراطيين، ومن خلال الزيجات الأستراتيجية وتعييناته الخاصة استطاع بتثبيت أفراد عائلته على أهم الدوقيات في المملكة، غير هذا لا يمنع في دخول أقاربه معه في حروب أهلية فقد ثار عليه شقيقه هاينريش الأول، دوق بافاريا وابنه البكر ليودولف، دوق شوابيا ضد حكمه، ومع ذلك استطاع قمع التمرد، ونتيجة لذلك قام بتخفيض بعض الدوقيات المختلفة الذين كانوا مساو بالملك إلى أن أصبحوا تحت سلطة الملك، واستطاع أيضا انهى سلسلة الغزوات المجريين من خلال انتصاره الحاسم في معركة ليشيفيلد في 955، وبذلك استطاع قضب على المملكة.
مع هزيمة المجريين الوثنيين، كسب الملك أوتو سمعة كمخلص المسيحيين، وقد حول الكنائس في المملكة إلى كنائس ملكية، وبحلول 961 قام غزو إيطاليا بحيث كان منزعجاً بأن لا يريده أحد، بحيث استطاع توسيع حدود مملكته إلى الشمال والشرق والجنوب، ومع سيطرته على وسط وجنوب أوروبا، وبعده انتقل إلى روما لتتويج كـ إمبراطور الروماني المقدس من قبل البابا يوحنا الثاني عشر في 962، وأيضا استطاع توصل على اتفاق مع الإمبراطور يوحنا الأول زيمسكي على تتزويج قربيته ثيوفانو من ابنه أوتو الثاني.

### أوتو الثاني
أصبح الحاكم المشترك مع والده في 961، وتوج كـ إمبراطور في 967، وصعد إلى العرش في سن الـ 18، ومع استعباد الفرع البافاري من السلالة عزز السلطة الإمبراطورية وتأمين الخلافة لابنه، خلال عهده حاول ضم كامل إيطاليا لإمبراطورية، وهذا ما جعله يتعارض مع الإمبراطورية البيزنطية وأيضا سلاطين الخلافة الفاطمية، انتهت أمله مع حملته على ساراسين بهزيمة كارثية في معركة ستيلو في 982، وعلاوة على ذلك في 983 شهد عهده تمرد سلاف الكبير ضد حكمه.
وتوفي أوتو الثاني في 983 في سن الـ 28 بعد عشر سنوات من الحكم، خلفه ابنه أوتو الثالث ذو الثلاث السنوات كـ ملك، سقطت سلالة أوتونية في أزمة مع وفاته المفاجئة، بحيث كان على زوجته الأميرة البيزنطية ثيوفانو ابتعاد عن سياسة زوجها الأمبريالية، وكرست لنفسها لتخصيص أجندة خاصة لتعزيز سيطرة السلالة على إيطاليا.

### أوتو الثالث
ومع بلوغه ركز جهوده على تعزيز سلطته في إيطاليا وذلك من خلال أقاربه تثبيت برونو الكارينثي وجربير دي أورالياك الذين أصبحوا الباباوات لاحقاً، في 1000 قام إنشاء أسقفية غنيزنو لتأكيد وضع ملكي لـ بوليسلاف الأول الشجاع في بولندا، في 1001 طُرد من روما، توفي في العام التالي دون فرصة لإستعادة المدينة.

### هاينريش الثاني
هاينريش الثاني خلف أوتو الثالث بعد وفاته دون وريث، هو ابن هاينريش الثاني دوق بافاريا وجيزيلا البرغونية، بالتالي هو أحد أفراد فرع البافاري من السلالة، أصبح دوق بافاريا منذ 995، توج كـ ملك في 1002، قضى هاينريش الثاني سنواته الأولى في توطيد سلطته سياسية على حدود مملكة الألمانية، وأيضا شن عدة حملات على بوليسلاف الأول الشجاع، ثم انتقل بعد ذلك إلى إيطاليا، توج كـ إمبراطور من قبل البابا بنديكتوس الثامن في 14 فبراير 1014، عزز حكمه من خلال منح أو تأسيس عدد من أبرشيات مثل أسقف بامبرغ في 1007، وأيضا أدى عهده إلى تشابك بين السلطة المدنية والكنسية على الإمبراطورية، في 1146 تم تقديسه من قبل البابا إيجين الثالث.
ومع ذلك ظل زواجه كونيغوند اللوكسمبورغية دون أبناء، وانقرضت السلالة مع وفاته في 1024، وخلفه كونراد الثاني من سلالة ساليان هو حفيد ليوتغارد ابنة أوتو الأول والدوق ساليان كونراد الأحمر، دوق لورين، ومع وفاة رودولف الثالث البرغوني دون ورثة في 2 فبراير 1032 ادعى كونراد هذه المملكة على أساس ميراث الإمبراطور هاينريش الثاني.

## أعضاء الأسرة البارزين

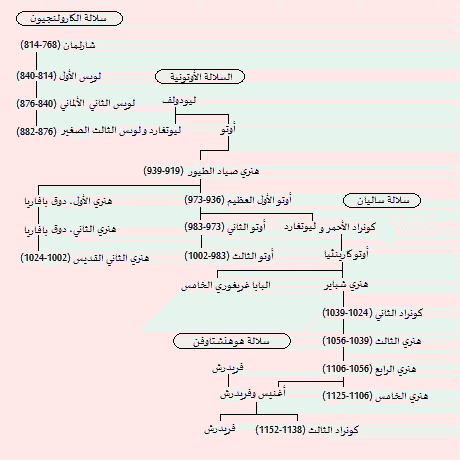
شجرة عائلة أوتونية

- ليودولف، كونت ساكسونيا (توفي.866/864).
- القديس ألتفريد، أسقف هيلدسهايم توفي.874.
- أوتو المشهور، دوق ساكسونيا؛ توفي.912.
- ليوتغارد، دوقة لورين القرينة؛ توفيت.953.
- غيربيرغا، ملكة الفرنجة القرينة؛ توفيت.954.
- هاينريش الأول، دوق بافاريا، توفي.955.
- ليودولف، دوق شوابيا، توفي.957.
- هيدفيغ، دوقة الفرنجة القرينة، توفيت.965.
- برونو الأول، أسقف ساكسونيا ودوق لوثارينجيا؛ توفي.965.
- وليام، رئيس أساقفة ماينتس؛ توفي.968.
- ماتيلدا، راهبة أيسن؛ توفيت.1011.
- ماتيلدا، راهبة كيفدلينبورغ؛ توفيت.999.
- أدلهيد الأول، راهبة كيفدلينبورغ؛ توفيت.1044.
- جيزيلا البافارية ملكة المجر القرينة؛ توفيت. عقد 1060.
- ماتيلدا من ألمانيا، كونتيسة لوثارينجيا بالاطين؛ توفيت.1025.
- أوتو الأول، دوق شوابيا وبافاريا؛ توفي.982.
- هاينريش، دوق بافاريا، المشاكس، توفي.995.
- برونو، أسقف أوغسبورغ، توفي.1029.